# I’m Standing on a Million Lives/Episodenliste

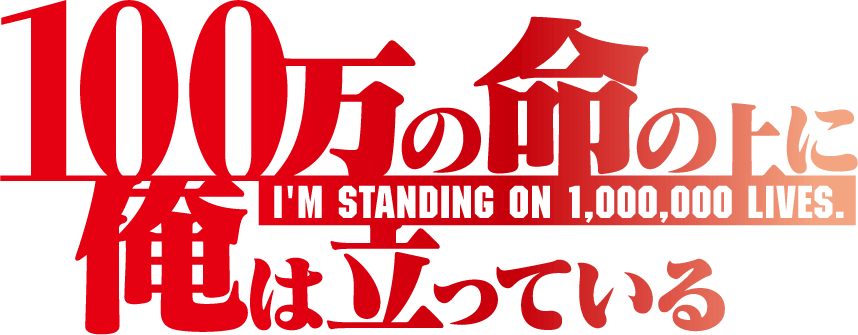
Offizieller Schriftzug

Diese Liste ist eine Übersicht über alle produzierten und ausgestrahlten Folgen der Anime-Fantasy-Fernsehserie I’m Standing on a Million Lives, deren erste Staffel zwölf Episoden umfasst und vom 2. Oktober bis zum 18. Dezember 2020 im japanischen Fernsehen gezeigt wurde.

## Produktion
- → Hauptartikel: I’m Standing on a Million Lives#Anime-Fernsehserie

Die Produktion der zwölf Episoden umfassenden Anime-Fernsehserie wurde im März des Jahres 2020 angekündigt und entstand unter der Regie von Kumiko Habara im Animationsstudio Maho Film. Die Serie lief vom 2. Oktober bis zum 18. Oktober gleichen Jahres im japanischen Fernsehen und wurde zeitgleich außerhalb Japans mit mehrsprachigen Untertiteln im Simulcast gezeigt, darunter mit deutschen Untertiteln.
Eine zweite Staffel wurde mit der Ausstrahlung der zwölften Episode angekündigt und startet im Juli 2021.

## Übersicht
| Staffel | Episodenanzahl | Erstausstrahlung in Japan | Erstausstrahlung in Japan | Deutschsprachige Erstausstrahlung | Deutschsprachige Erstausstrahlung |
| Staffel | Episodenanzahl | Staffelpremiere           | Staffelfinale             | Staffelpremiere                   | Staffelfinale                     |
| ------- | -------------- | ------------------------- | ------------------------- | --------------------------------- | --------------------------------- |
| 1       | 12             | 2. Oktober 2020           | 18. Dezember 2020         | 2. Oktober 2020                   | 18. Dezember 2020                 |
| 2       | 12             | Juli 2021                 | unbekannt                 | unbekannt                         | unbekannt                         |

## Staffel 1
Die erste, zwölf Episoden umfassende Staffel der Anime-Fernsehserie war vom 2. Oktober bis zum 18. Dezember 2020 im japanischen Fernsehen zu sehen, wo die Serie auf Tokyo MX, BS11 und MBS gezeigt wurde. Außerhalb Japans wurde die Serie in Simulcast in Originalsprache mit Untertiteln auf Crunchyroll gezeigt. Zwischenzeitlich erhielt die erste Staffel eine deutschsprachige Synchronisation, eine Ausstrahlung im deutschen Fernsehen fand bisher nicht statt.
| Nr. (ges.) | Nr. (St.) | Deutscher Titel                                      | Originaltitel                                                                     | Erstausstrahlung Japan | Deutschsprachige Erstveröffentlichung (–) | Regie             | Drehbuch           |
| ---------- | --------- | ---------------------------------------------------- | --------------------------------------------------------------------------------- | ---------------------- | ----------------------------------------- | ----------------- | ------------------ |
| 1          | 1         | Unqualifizierte Helden                               | 勇者失格 Yūsha Shikkaku                                                           | 02. Okt. 2020          | 02. Okt. 2020                             | Kumiko Habara     | Takao Yoshioka     |
| 2          | 2         | Diese Stadt, die ich so sehr hasse                   | 大嫌いなこの街を Daikirai na Kono Machi o                                         | 09. Okt. 2020          | 09. Okt. 2020                             | Tomihiko Ōkubo    | Takao Yoshioka     |
| 3          | 3         | Hilf mir                                             | あたしを助けて Atashi o Tasukete                                                  | 16. Okt. 2020          | 16. Okt. 2020                             | Takeyuki Yanase   | Takao Yoshioka     |
| 4          | 4         | Kahavel von Cortonel                                 | コルトネルのカハベル Korutoneru no Kahaberu                                       | 23. Okt. 2020          | 23. Okt. 2020                             | Kyōhei Ōyabu      | Takao Yoshioka     |
| 5          | 5         | Der Wert eines Lebens                                | 命の価値は Inochi no Kachi wa                                                     | 30. Okt. 2020          | 30. Okt. 2020                             | Kyōhei Ōyabu      | Takao Yoshioka     |
| 6          | 6         | Die uralten Ruinen von Hoz Banyazat Aragutz          | 古代遺跡ホッズ・バニャザット・アラグッツ Kodai Iseki Hozzu・Banyazatto・Araguttsu | 06. Nov. 2020          | 06. Nov. 2020                             | Naoyoshi Kusaka   | Takao Yoshioka     |
| 7          | 7         | Der Krieger des Lichts und der Fremde der Dunkelheit | 光の戦士と闇の他人 Hikari no Senshi to Yami no Tanin                              | 13. Nov. 2020          | 13. Nov. 2020                             | Tomihiko Ōkubo    | Takao Yoshioka     |
| 8          | 8         | Non-Player Killer                                    | ノン プレイヤーキラー Non Pureiyā Kirā                                            | 20. Nov. 2020          | 20. Nov. 2020                             | Hiromichi Matano  | Takao Yoshioka     |
| 9          | 9         | Log-out mit Herzrasen                                | ときめきログアウト Tokimeki Roguauto                                              | 27. Nov. 2020          | 27. Nov. 2020                             | Takeyuki Yanase   | Sawako Hirabayashi |
| 10         | 10        | Yotsuya Yūsuke stirbt                                | 四谷友助死す Yotsuya Yūsuke Shisu                                                 | 04. Dez. 2020          | 04. Dez. 2020                             | Toshiyaki Kanbara | Takayo Ikumi       |
| 11         | 11        | Majiha auf ewig                                      | マジハよ永遠に Majiha yo Towa ni                                                  | 11. Dez. 2020          | 11. Dez. 2020                             | Naoyoshi Kusaka   | Takayo Ikumi       |
| 12         | 12        | Sommer eines Mörders                                 | 殺人犯の夏 Satsujin-han no Natsu                                                  | 18. Dez. 2020          | 18. Dez. 2020                             | Naoyoshi Kusaka   | Takao Yoshioka     |

## Staffel 2
Mit der Ausstrahlung der zwölften und letzten Episode am 18. Dezember 2020 wurde angekündigt, dass die Serie weiter laufen würde. Kurz darauf wurde die Produktion einer zweiten Staffel bekanntgegeben. Die zweite Staffel startet ab Juli 2021 im japanischen Fernsehen.